# Ayda Field

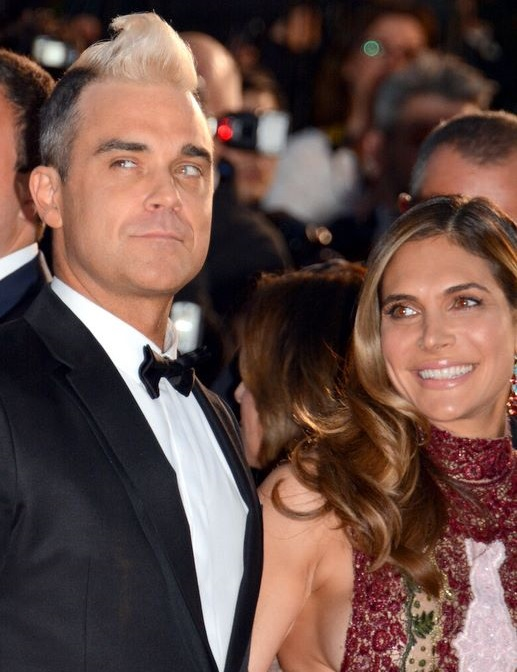
Ayda Field amb el seu marit Robbie Williams a Cannes 2015.

Ayda Sabahat Evecan, (Los Angeles, 17 de maig de 1979) més coneguda com a Ayda Field és una actriu de Hollywood. De mare estatunidenca (Gwen Field)i de pare turc, Ayda Field és casada, des del 2010, amb el cantant britànic Robbie Williams i té quatre fills. El seu pare, Haldun Evecan, director de cine, va morir el 2014, però Ayda no va poder participar en el funeral, a Istanbul, amb les seves germanes İlgi i Öykü, per estar embarassada.